# Parafia katolicka św. Brygidy w Norrköping
Parafia katolicka św. Brygidy w Norrköping (szw. Sankta Birgitta katolska församling i Norrköping) – parafia katolicka z siedzibą w Norrköping, oficjalnie uznana w 1939 roku.

## Historia
Początki parafii katolickiej w Norrköping związane są z działalnością niemieckiego księdza, Bernharda Ernsta Viktora Ludwiga Georga Michaela zu Stolberg-Stolberg, który przybył w październiku 1869 roku z misją katolicką do Szwecji, która miała wówczas parafie katolickie tylko w Sztokholmie i Göteborgu. Założył parafie katolickie i zbudował kościoły w kilku szwedzkich miastach. Swoją działalność finansował z własnych środków. W 1897 roku przybył do Norköping, którego wspólnota katolicka składała się w większości z polskich robotników sezonowych, przybyłych z terenów Galicji do Szwecji w poszukiwaniu pracy w rolnictwie i przemyśle. Aby pracować wśród nich, Stolberg nauczył się języka polskiego. W latach 20. XX wieku zaczął tworzyć zręby parafii w Norrköping, planował też zbudowanie kościoła, ale starania te przerwała jego śmierć w 1926 roku.
11 grudnia 1927 położono kamień węgielny pod budowę kościoła przy ul. Skolgatan 14. 7 października 1928 roku, w święto św. Brygidy konsekrowano ołtarz i pobłogosławiono kościół. W 1939 roku parafia została oficjalnie uznana.

## Proboszczowie
- Bernhard Stolberg (1897-1925)
- Petrus Overschie (1925-1931)
- Bartolomeus Van Mierlo (1945-1950)
- Gösta Pontén (1950-1961)
- Paul Verburgh (1961-1969)
- Jenö Solt (1969-1979)
- Józef Węgrzynek (1979-1994)
- Jerzy Dyktus (1994-2001)
- Janusz Niziołek (2001-2012)
- Samji Kuriaka (2012 – obecnie)